# Old Dominion 150 1966
Old Dominion 150 1966 var ett stockcarlopp ingående i Nascar Grand National Series (nuvarande Nascar Cup Series) som kördes 7 juli 1966 på den 0,375 mile (603,504 m) långa ovalbanan Old Dominion Speedway i Manassas i Virginia. Totalt avverkades 150 miles (241,402 km) fördelat på 400 varv. Banunderlaget var asfalt. Loppet vanns av Elmo Langley i en Ford på tiden 2:12.12 körande för Langley-Woodfield Racing. Langleys snitthastighet uppgick till 68,079 mph. Han var vid målgång ensam förare på ledarvarvet, sju varv före tvåan John Sears. Prispotten uppgick till 5 555 dollar, varav 1 100 dollar gick till segraren.
Publikantalet uppgick till 1 459 personer.

## Resultat
| Plc     | Nr | Förare          | Team/ bilägare           | Konstruktör | Start | Varv | Ledda varv |
| ------- | -- | --------------- | ------------------------ | ----------- | ----- | ---- | ---------- |
| 1       | 64 | Elmo Langley    | Langley-Woodfield Racing | Ford        | 2     | 400  | 231        |
| 2       | 4  | John Sears      | DeWitt Racing            | Ford        | 5     | 393  | 0          |
| 3       | 48 | James Hylton    | Bud Hartje               | Dodge       | 6     | 393  | 0          |
| 4       | 63 | Larry Manning   | Bob Adams                | Plymouth    | 11    | 393  | 0          |
| 5       | 87 | Buck Baker      | Buck Baker Racing        | Oldsmobile  | 7     | 392  | 0          |
| 6       | 86 | Neil Castles    | Buck Baker Racing        | Dodge       | 18    | 381  | 0          |
| 7       | 97 | Henley Gray     | Gray Racing              | Ford        | 19    | 380  | 0          |
| 8       | 88 | Ray Hill        | Buck Baker Racing        | Chevrolet   | 16    | 370  | 0          |
| 9       | 93 | Blackie Watt    | Harry Neal               | Ford        | 21    | 258  | 0          |
| 10      | 34 | Wendell Scott   | Scott Racing             | Ford        | 15    | 246  | 0          |
| 11      | 83 | Worth McMillion | Allen McMillion          | Pontiac     | 22    | 304  | 0          |
| 12      | 20 | Clyde Lynn      | Negre Racing             | Ford        | 10    | 280  | 0          |
| 13      | 70 | J.D. McDuffie   | McDuffie Racing          | Ford        | 23    | 207  | 0          |
| 14      | 5  | Edgar Wallen    | i.u.                     | Chevrolet   | 13    | 196  | 0          |
| 15      | 2  | Bobby Allison   | J.D. Bracken             | Chevrolet   | 1     | 183  | 49         |
| 16      | 55 | Tiny Lund       | Lyle Stelter             | Ford        | 3     | 166  | 120        |
| 17      | 57 | Lionel Johnson  | Clay Esteridge           | Ford        | 9     | 131  | 0          |
| 18      | 00 | Roy Mayne       | Emory Gilliam            | Dodge       | 24    | 129  | 0          |
| 19      | 25 | Jabe Thomas     | Handy Racing             | Ford        | 14    | 115  | 0          |
| 20      | 73 | Buddy Baker     | Joan Petre               | Ford        | 8     | 112  | 0          |
| 21      | 53 | Jimmy Helms     | David Warren             | Ford        | 17    | 109  | 0          |
| 22      | 94 | Don Biederman   | Ron Stotten              | Ford        | 20    | 86   | 0          |
| 23      | 06 | Johnny Wynn     | John McCarthy            | Mercury     | 12    | 65   | 0          |
| 24      | 67 | Buddy Arrington | Arrington Racing         | Dodge       | 4     | 28   | 0          |
| Källor: |    |                 |                          |             |       |      |            |